# Druzovič
Druzovič je priimek v Sloveniji, ki ga je po podatkih Statističnega urada Republike Slovenije na dan 1. januarja 2010  uporabljalo 70 oseb in je med vsemi priimki po pogostosti uporabe uvrščen na 5.862. mesto.

## Znani nosilci priimka
- Andrej Druzovič (1807—1880), rimskokatoliški duhovnik in narodni buditelj
- Erika Druzovič (1911—?), operna pevka, pedagoginja in režiserka
- Hinko Druzovič (1873—1959), glasbenik, skladatelj in glasbeni pedagog